# Bernardo Colex
Colex  Tepoz est un nom espagnol. Le premier nom de famille, en général paternel, est Colex ; le second, en général maternel, souvent omis, est Tepoz.
Bernardo Colex Tepoz, né le 3 juillet 1983 dans l'État de Puebla, est un coureur cycliste mexicain. Il est notamment devenu champion du Mexique du contre-la-montre à quatre reprises entre 2011 et 2014. 

## Palmarès
- 2006
  - 2e étape du Tour de Chihuahua
- 2007
  - 3e étape du Doble Sucre Potosi Grand Prix
  - 3e du Tour du Salvador
- 2008
  - 1re étape du Tour de Beauce
  - 2e du championnat du Mexique sur route
  - 2e du Tour de Beauce
- 2009
  - 4e étape du Doble Sucre Potosi GP Cemento Fancesa
  - 5e étape du Tour du Chiapas
  - 2e du championnat du Mexique du contre-la-montre
- 2011
  -  Champion du Mexique du contre-la-montre
  - 6e étape du Tour du Chiapas[1]
  - 2e du Tour de Beauce
- 2012
  -  Champion du Mexique du contre-la-montre
- 2013
  -  Champion du Mexique du contre-la-montre
  - 3e de la Ruta del Centro
- 2014
  -  Champion du Mexique du contre-la-montre
  - 4e étape du Tour du Michoacán
  - Ruta del Centro :
    - Classement général
    - 4e étape

  -  Médaillé de bronze du contre-la-montre aux Jeux d'Amérique centrale et des Caraïbes

## Classements mondiaux
| Année            | 2006 | 2007 | 2008 | 2009 | 2010 | 2011 | 2012 | 2013 | 2014 |
| ---------------- | ---- | ---- | ---- | ---- | ---- | ---- | ---- | ---- | ---- |
| UCI America Tour | 83e  | 56e  | 18e  | 206e | 143e | 39e  | 269e | 109e | 254e |